# Vasilij Sokolov
Vasilij Vasil'jevič Sokolov (rusky Васи́лий Васи́льевич Соколо́в; 15. srpna 1919 ve vesnici Petrušino Tulské oblasti – 25. března 2017 v Moskvě) byl sovětský a ruský historik filosofie, vysokoškolský pedagog, doktor filosofických věd, profesor Lomonosovovy univerzity, držitel čestného titulu "Zasloužilý vědec RSFSR".

## Životopis
V roce 1943 absolvoval filosofickou fakultu Moskevské státní univerzity. Během Velké vlastenecké války sloužil v Rudé armádě, zranil se a dostal Medaili za odvahu. V roce 1985 byl vyznamenán řádem vlastenecké války prvního stupně.:s.156 Od roku 1950 přednášel na Moskevské státní univerzitě, kde mu v roce 1994 byl udělen čestný titul Zasloužilý profesor. Na univerzitě vyučoval předmarxistickou západní filozofii a vyškolil 42 kandidáty věd.:s.157

## Publikace
- Средневековая философия. М., 1979; изд. 2-е, испр. и допол. М., 2001.
- Европейская философия XV—XVIII вв. М., 1984; изд. 2-е, испр. и допол. М., 1996 — ISBN 5-06-002853-4; изд. 3-е, испр., 2002.

Překlady do češtiny
- SOKOLOV, Vasilij. Filosofie v západoevropských zemích v období přechodu od feudalismu ke kapitalismu (XV. až počátek XVII. století). In: JOVČUK, M. T.; OJZERMAN, T. I.; ŠČIPANOV, I. J. Dějiny filosofie. 2., přepracované vyd. Praha: Svoboda, 1976. S. 135–154.
- SOKOLOV, Vasilij. Středověká filozofie. Překlad : Vilém Herold a Václava Steindlová. 1. vyd. Praha: Svoboda, 1988. 476 s.